# Брок-Голл (Меріленд)
Брок-Голл (англ. Brock Hall) — переписна місцевість (CDP) в США, в окрузі Графство принца Георга штату Меріленд. Населення — 13 181 особа (2020).

## Географія
Брок-Голл розташований за координатами 38°52′1″ пн. ш. 76°45′39″ зх. д. / 38.86694° пн. ш. 76.76083° зх. д. (38.866838, -76.760874).  За даними Бюро перепису населення США в 2010 році переписна місцевість мала площу 35,60 км², з яких 35,25 км² — суходіл та 0,35 км² — водойми.

## Демографія
Згідно з переписом 2010 року, у переписній місцевості мешкали 9552 особи в 3211 домогосподарстві у складі 2473 родин. Густота населення становила 268 осіб/км².  Було 3363 помешкання (94/км²).
Расовий склад населення:
| - 89,0 % — чорних або афроамериканців - 5,8 % — білих - 1,9 % — азіатів - 0,2 % — корінних американців |

До двох чи більше рас належало 2,3 %. Частка іспаномовних становила 2,0 % від усіх жителів.
За віковим діапазоном населення розподілялося таким чином: 27,0 % — особи молодші 18 років, 65,8 % — особи у віці 18—64 років, 7,2 % — особи у віці 65 років та старші. Медіана віку мешканця становила 38,8 року. На 100 осіб жіночої статі у переписній місцевості припадало 85,7 чоловіків;  на 100 жінок у віці від 18 років та старших — 82,0 чоловіків також старших 18 років.
Середній дохід на одне домашнє господарство  становив 146 664 долари США (медіана — 136 014), а середній дохід на одну сім'ю — 156 563 долари (медіана — 145 764). Медіана доходів становила 81 932 долари для чоловіків та 84 599 доларів для жінок. За межею бідності перебувало 2,5 % осіб, у тому числі 2,2 % дітей у віці до 18 років та 5,2 % осіб у віці 65 років та старших.
Цивільне працевлаштоване населення становило 5818 осіб. Основні галузі зайнятості: публічна адміністрація — 25,9 %, освіта, охорона здоров'я та соціальна допомога — 20,7 %, науковці, спеціалісти, менеджери — 17,8 %.